# Šmarje pri Jelšah
Šmarje pri Jelšah este o localitate din comuna Šmarje pri Jelšah, Slovenia, cu o populație de 1.600 de locuitori.